# McLaren M26
McLaren M26 je McLarnov dirkalnik Formule 1, ki je bil v uporabi med sezonama 1976 in 1979. Zasnoval ga je Gordon Coppuck kot zamenjavo za zastarel model McLaren M23, od katerega je M26 lažji, nižji, z manjšim prednjim delom in ožjo šasijo. Coppuck je začel delati na dirkalniku v začetku leta 1976 z željo, da bi ga moštvo začelo uporabljati sredi sezone sezone 1976. M26 je v štirih sezonah dosegel tri zmage in osvojil 86 prvenstvenih točk.
Jochen Mass je imel med prvimi testiranji dirkalnika M26 težave hlajenjem dirkalnika, zaradi česar je moral Coppuck prerazporediti sistem hlajenja, da je zagotovil bolj učinkovit pretok zraka. Po teh spremembah je Mass še naprej testiral dirkalnik M26 in z njim debitiral na dirki za Veliko nagrado Nizozemske. Po tej prvi dirki se je moštvo odločilo, da M26 še ni pripravljen za dirke, ker ga je treba še bolj razviti, predvsem sprednji del, tako ni nastopil na nobeni dirki v tej sezoni več, McLaren pa je ponovno uporabljal starejši model McLaren M23. 
McLaren je tudi sezono 1977 začel z dirkalnikom McLaren M23, nato pa so bili zaradi slabih rezultatov prisiljeni nastopiti z novim modelom M26. Predelan dirkalnik je debitiral na dirki za Veliko nagrado Španije, kjer se je izkazal za solidnega. James Hunt, ki prvotno ni maral dirkalnika M26, se je omehčal in med sezono se je konkurenčnost dirkalnika vidno popravljala. Hunt je v drugem delu sezone z njim dobil tri dirke in dosegel še dve uvrstitvi na stopničke. Brez mehanskih okvar pa bi Hunt zmagal tudi na dirkah za Veliko nagrado Avstrije in Veliko nagrado Kanade, na katerih je pred odstopom vodil z veliko prednostjo. Ob koncu sezone je McLaren zasedal tretje mesto v konstruktorskem prvenstvu z 69-imi točkami. 
M26 je bil izboljšan za sezono 1978, v moštvu pa je Massa zamenjal Patrick Tambay. Po spodbudnem začetku pa so se rezultati slabšali. Lotus je predstavil svoj revolucionarni dirkalnik Lotus 79, proti kateremu je bil M26 zastarel. Hunt se je na nekaterih dirkah poskušal boriti z dirkači Lotusa, toda zaradi preagresivne vožnje je običajno odstopil, zato mu je padla motivacija. Coppuck je sredi sezone naredil več sprememb na dirkalniku, da je M26 delno izkoriščal podtlak pod dirkalnikom s povečanjem stranskih odprtin, spremembo vzmetenja in dodajanjem manjših krilc. Toda na hitrosti dirkalnika se to ni vidno poznalo, moštvo pa je bilo tudi brez testnega dirkača, ki bi dirkalnik na testiranjih izboljševal. 
Moštvo je dirkalnik M26 uporabilo še na dveh dirkah v prvi polovici sezone 1979 preden ga je dokončno zamenjal McLaren M29, moštvo pa je naslednjo zmago doseglo šele v sezoni 1981.